# Joseph Belmont (homme politique)
Pour les articles homonymes, voir Joseph Belmont (architecte) et Belmont.
Joseph Belmont, né le 1er juin 1947 à Mahé et mort le 28 janvier 2022 à Victoria, est un homme politique seychellois, vice-président de 2004 à 2010.

## Biographie
Joseph Belmont, né à Grand Anse sur l'île de Mahé, est ministre du Travail et de la Sécurité sociale de 1982 à 1985. Il est ministre de l'Administration et de la Main-d'œuvre de 1993 à 1996, puis ministre désigné et ministre de l'Administration et de la Main-d'œuvre en 1996. Après avoir été ministre des Industries et du Commerce international de 1998 à 1999, il devient ministre du Logement et de l'utilisation des terres dans le cadre d'un remaniement ministériel en décembre 1999. Après quatre ans à ce dernier poste, il est nommé ministre du Tourisme et des Transports en janvier 2004 ; peu de temps après en avril 2004, il est nommé vice-président de la République, tout en détenant les portefeuilles du Tourisme, des Transports et de l'Administration publique . Plus tard[Quand ?], il se voit confier les portefeuilles des Affaires intérieures, de l'Administration publique et du Tourisme.
À l'élection présidentielle de juillet 2006, au cours de laquelle James Michel remporte la victoire, Joseph Belmont se présente comme candidat à la vice-présidence.
En juin 2010, il quitte son poste de vice-président et la vie politique lors d'un dîner d'adieu organisé à son intention par le président.